# Cavaleiros do Apocalipse

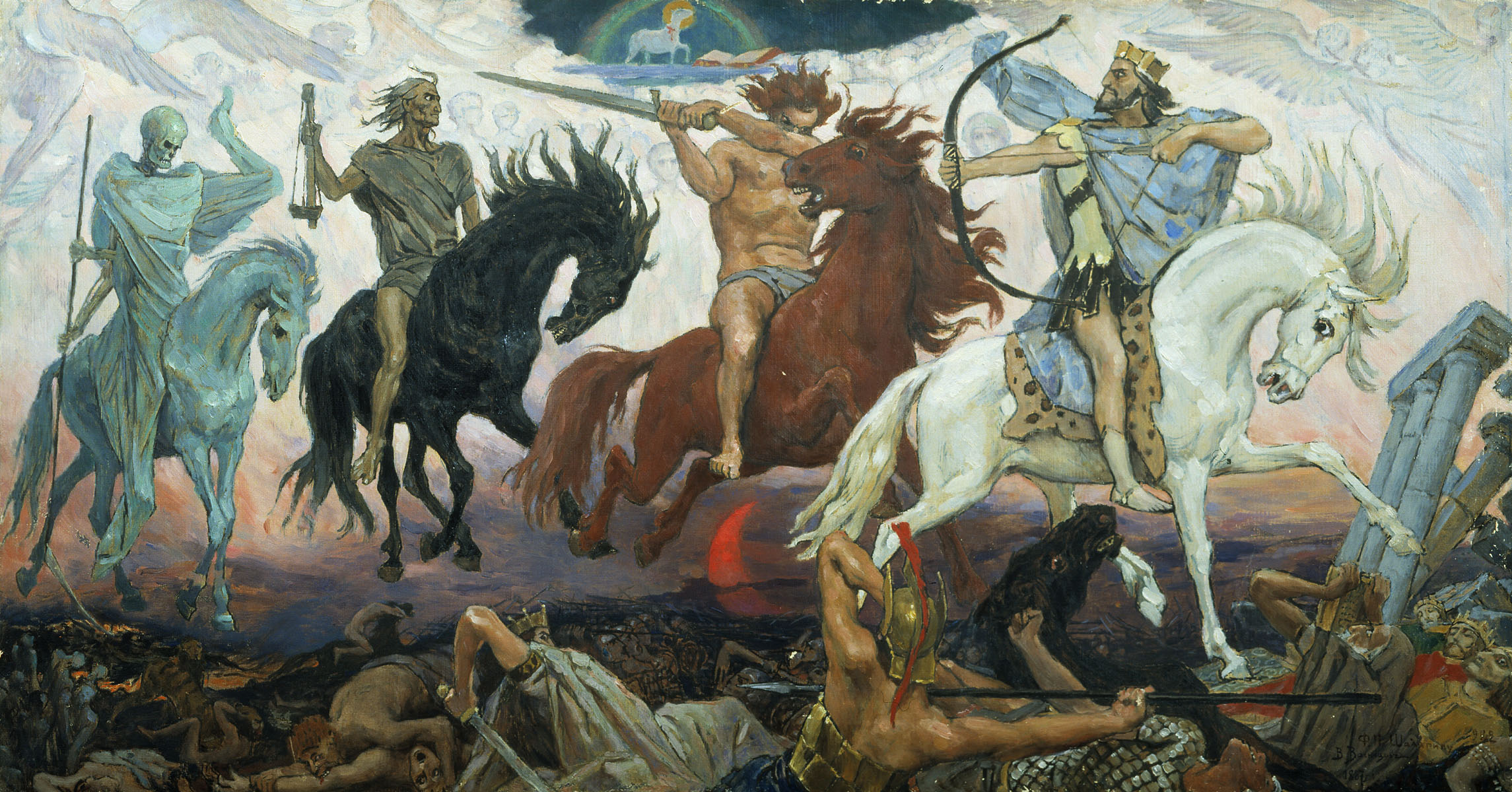
Os quatro Cavaleiros do Apocalipse, por Viktor Vasnetsov (1887).

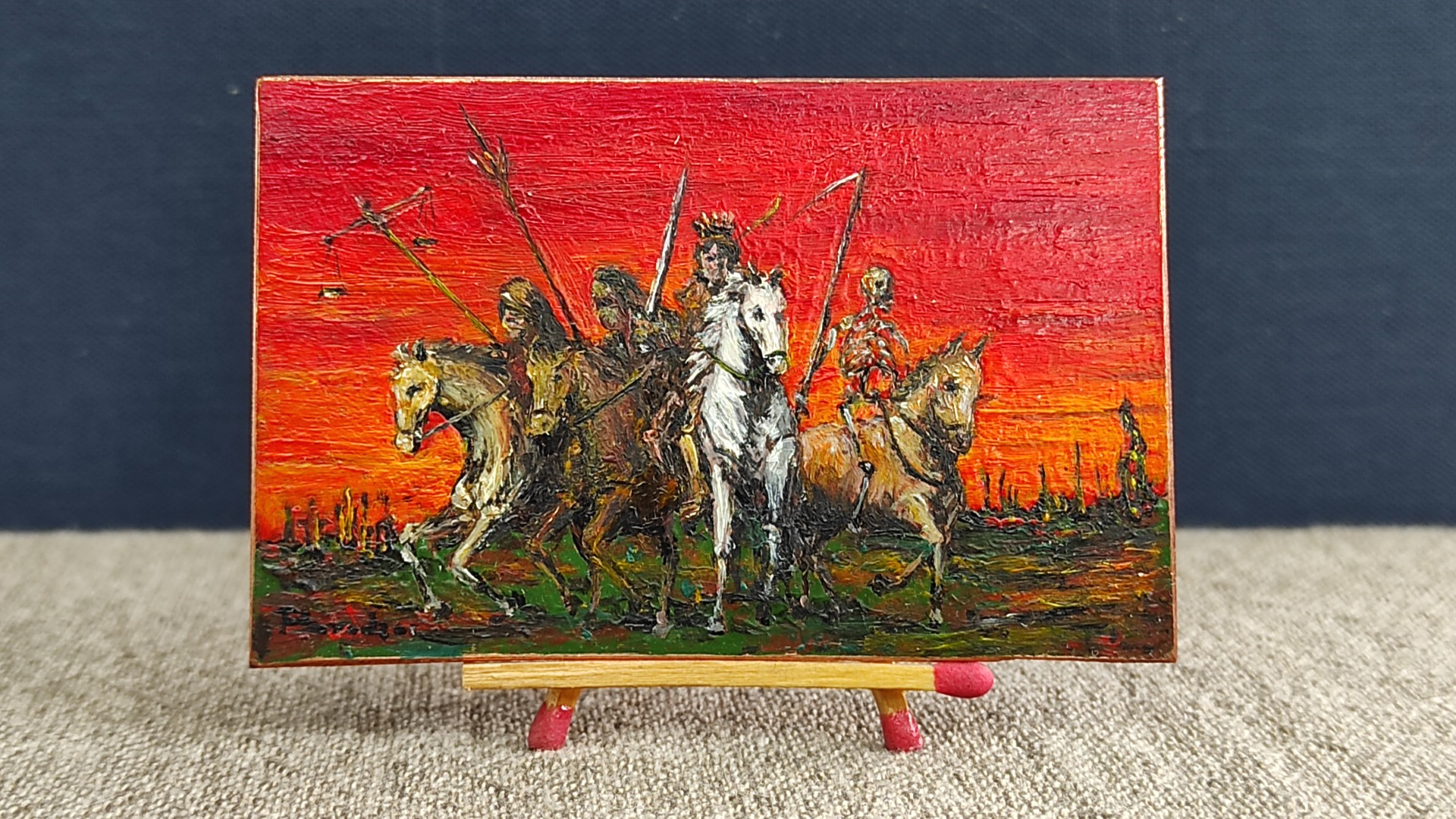
Os quatro Cavaleiros do Apocalipse são respectivamente fome, guerra, praga e morte. Pintura de Paweł Brodzisz, uma pessoa envolvida de arte - dimensões de 50 mm x 77 mm, no o Museu de Arte Profissional Miniatura Henryk Jan Dominiak em Tychy.

Os Quatro Cavaleiros são personagens descritos na terceira visão profética do Apóstolo João no livro bíblico de Revelação ou Apocalipse. Os quatro cavaleiros do apocalipse são respectivamente conquista, guerra, fome e morte, que para os Cristãos irão acontecer antes do fim de todas as coisas.

## Contexto
Após contemplar toda a estrutura da organização celestial de Deus, João vê em sua mão direita um rolo (manuscrito enrolado em formato cilíndrico) com sete selos (Apocalipse 5:1–2.) Em seguida Jesus Cristo (descrito como o Leão da tribo de Judá, a raiz de Davi, um cordeiro em pé, como se tivesse sido morto) tira o rolo da mão direita daquele que está assentado sobre o trono (Apocalipse 5:5–9). Esses cavaleiros começam sua cavalgada por ocasião da abertura do primeiro desses "sete selos" e a cada selo aberto um cavaleiro aparece no total de quatro (Apocalipse 6:1-Apocalipse 7:17). Há interpretações que associam esses eventos com os descritos nas visões do profeta Daniel que se iniciam no final das 70 semanas e cavalgam até a Grande tribulação findando no Armagedom.

### Simbologia relacionada

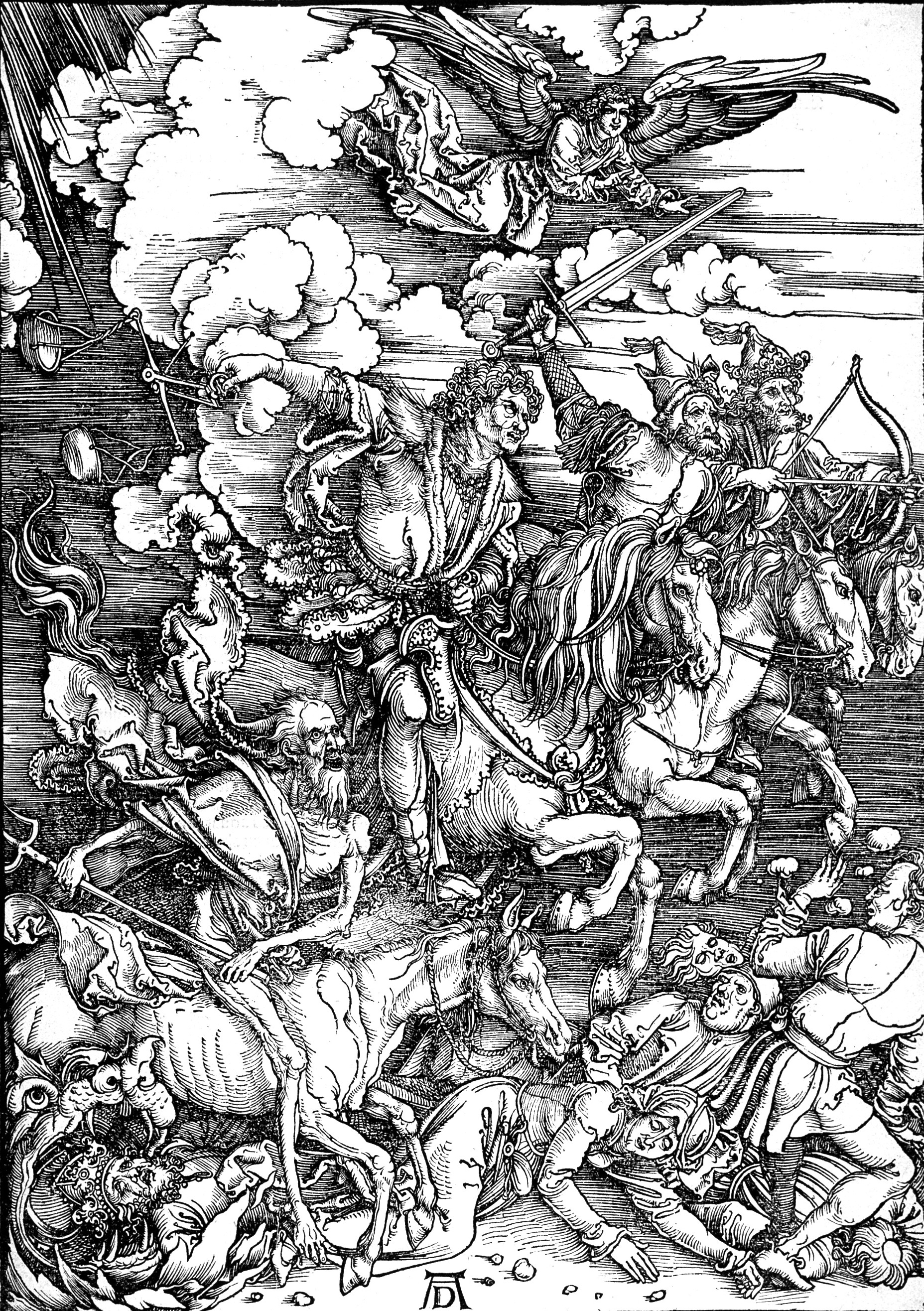
Albrecht Dürer - Os Quatro Cavaleiros do Apocalipse.

Como em outros livros de profetas bíblicos como Isaías, Daniel e Ezequiel aspectos da narrativa como local, tempo, quantidade, personagens envolvidos e referências são vistos de forma simbólica e muitas vezes interpretados de maneira relacionada a outras passagens bíblicas e acontecimentos passados ou atuais.
- O número quatro na simbologia numérica bíblica representa quadrangulação em simetria, universalidade ou totalidade simétrica,[2] como em quatro cantos da Terra, quatro ventos. Vemos isso também em outros textos (Apocalipse 4:6; Apocalipse 7:1–2; Apocalipse 9:14; Apocalipse 20:8; Apocalipse 21:16), provavelmente tornando esses quatro Cavaleiros parte de um único evento relacionado.
- Cavalos e cavaleiros: Em muitas culturas, o cavalo é símbolo de impetuosidade e impulsividade relacionadas com os desejos humanos, além de ser associado com água e fogo por serem muitas vezes incontroláveis. Também é tido como a relação com o divino servindo de guia de almas, sendo muitas vezes enterrados junto com seus donos. Exprime também vigor e virilidade, por vezes simbolizando a juventude. No contexto histórico, principalmente nos campos de batalha, o cavalo era treinado muitas vezes para matar soldados com suas patas ou sua boca,[3] portanto nessa narrativa esses cavalos e seus cavaleiros podem representar (e muitas interpretações os descrevem assim) uma cavalgada (campanha) com toques de guerra trazendo suas consequências por onde passam.
- As cores dos cavalos dizem muito dos respectivos cavaleiros como:
  - Branco - Pureza, santidade, régio;
  - Vermelho - Sangue, assassinato, guerra;
  - Preto - Obscuridade, peste, maldição;
  - Amarelo - Corpo em decomposição, morte.
- Seus apetrechos mostram característica a respeito do papel que desempenham ou a consequência de sua cavalgada:
  - Arco e coroa - Símbolo da guerra e do poder;[4]
  - Espada - Principal arma dos exércitos antigos, usada como símbolo de assassinato;
  - Balança - No contexto denota desigualdade ou injustiça (no caso de alimento);
  - Jarra - Traz a peste dentro.
- A Ordem em que são chamados revela uma sucessão progressiva, pois eles não são chamados ao mesmo tempo, levando muitos a associar essa visão com acontecimentos do início do século XX, chegando à conclusão que o final das "Setenta Semanas" seria 1914, o primeiro cavaleiro Jesus Cristo e os outros cavaleiros sinais de sua presença.(Mateus 24:3–21)

Ver também: 1914 para as Testemunhas de Jeová, Fim dos tempos para os Meninos de Deus
- Quem os chama são quatro "criaturas viventes cheias de olhos" (Apocalipse 4:6b) ou querubins que estão "em volta do trono, em cada um dos seus lados"[5] (i.e do trono de Deus). É provável que não se refira a um número literal, mas representa toda a classe angelical desse grupo, ou dos que desempenham a mesma função. Cada um é descrito como tendo a cabeça, ou aparência, distinta (Apocalipse 4:7).
  - …a primeira (…) semelhante a um leão - O leão é símbolo do poder e da justiça.[4] É também associado ao atributo divino da justiça (Oseias 5:14; Oseias 11:10; Oseias 13:7–9). Na visão profética de Ezequiel sobre o templo de Deus, ao redor do trono ele também vê quatro querubins com quatro faces, sendo uma dessas face de leão (Ezequiel 10:14).
  - …segunda (…) semelhante a um novilho (ou um touro) - Símbolo de força,[4] também representado como um atributo divino (Salmos 62:11; Isaías 40:26) e uma das faces dos querubins vistos por Ezequiel (Ezequiel 1:10).
  - …terceira (…) tem rosto semelhante ao de homem - O homem dentre as criações é o único semelhante a Deus (Gênesis 1:26) e capaz de amar ou de imitar essa qualidade inerente dele (I João 4:8).
  - …quarta (…) semelhante a uma águia voando - Dentre outras atribuições a águia é bastante conhecida por sua excelente visão (Jó 39:29) ou como símbolo de sabedoria, perspicácia ou discernimento.[4] Também é símbolo da sabedoria divina e uma das faces dos querubins vistos por Ezequiel.

Como um todo esses querubins podem representar a ação ou manifestação conjunta (ou completa) dos atributos principais de Deus, tanto que são eles que chamam os quatro cavaleiros.
- Sete selos (ou sinete) e o rolo - o selo era usado como sinal de autenticidade ou garantia a privacidade do documento levando uma marca.[6] O número sete é considerado um número sagrado e representa inteireza[4] e o rolo (ou livro) era usado como símbolo de decreto, pronunciação ou onde estão anotados[4] o conjunto desses símbolos denotam que esse rolo contém uma pronunciação inteiramente autêntica de acordo com seu contexto bíblico.

## Características individuais

### Conquista

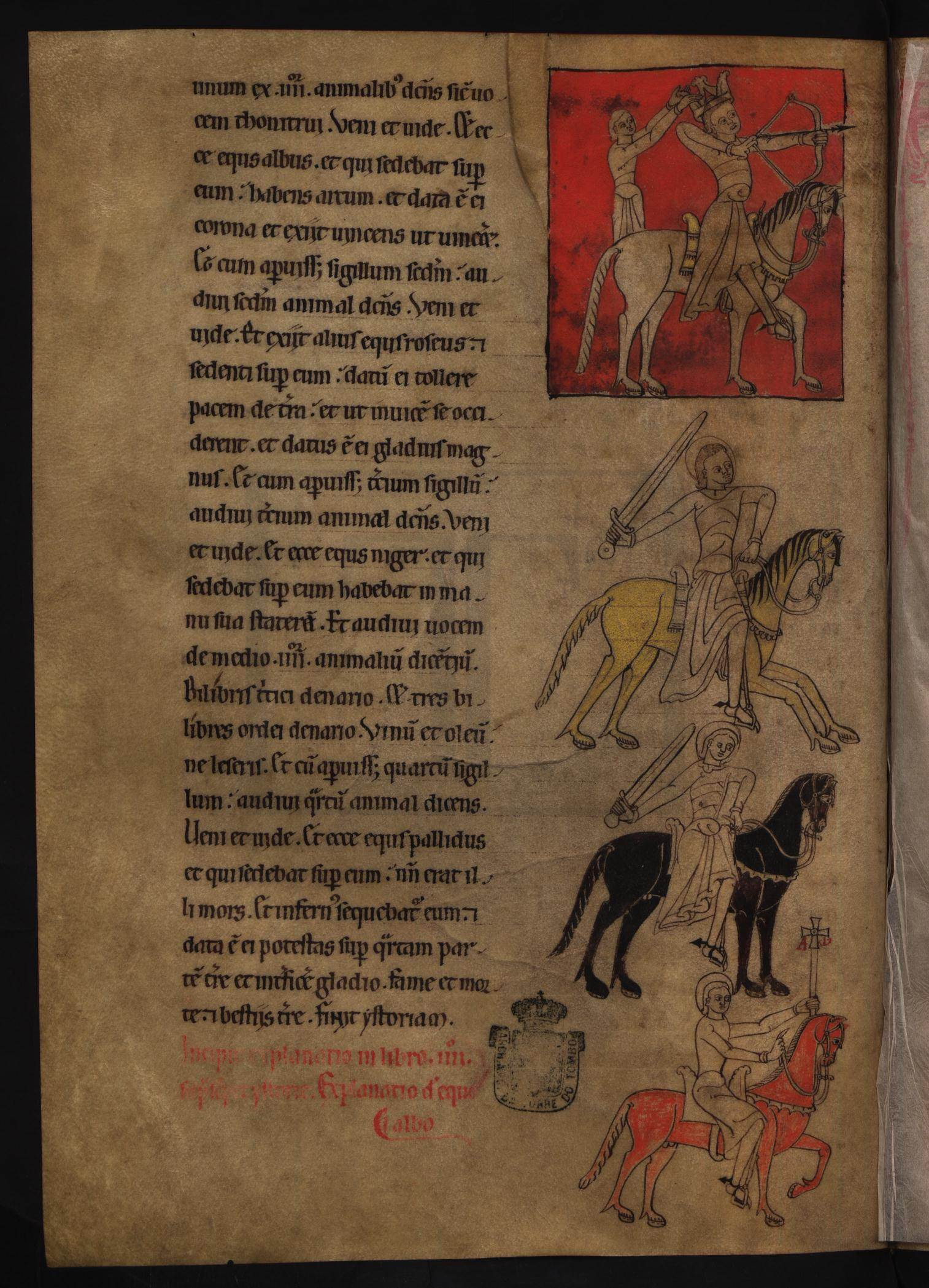
Os quatro Cavaleiros do Apocalipse representados no Apocalipse do Lorvão, século XII

Diz a Bíblia que ele é o mais Seguido de todos, o que remete a Zacarias 10:3-5, onde o profeta reúne seu "rebanho" e segue após ser "coroado", travando batalhas contra seus inimigos (pregando). Este cavaleiro faz pensar nos partos ("Feras da terra"), cuja arma característica era o arco, terror do mundo romano no século I (cf. Dt 7,22; Jr 15,2-4 e 50,17; Ez 34,28 e 9, 13-21)[carece de fontes?]
| “ | E eu vi, e eis um cavalo branco; e o que estava sentado nele tinha um arco; e foi-lhe dada uma coroa, e ele saiu vencendo e para completar a sua vitória. | ” |

Observação: A palavra "arco" pode significar (em lugar do "arco-e-flecha" representado na figura acima) um arco da morte, fenômeno de muita representatividade simbólica, também associado por seitas pagãs, segundo estudiosos, à figura do Anticristo. O arco-íris, nessa esteira, representaria a ligação da mente do homem com as forças cósmicas - as quais, de acordo com a Bíblia (Efésios 6:12), seriam "forças espirituais da maldade".

### Guerra
O Cavaleiro do Cavalo Vermelho, que tem uma Grande Espada, símbolo das guerras sangrentas. Acredita-se que o mesmo representa os flagelos, os meios pelos quais Deus castigaria e oprimiria os adoradores da besta e do falso profeta.
| “ | E saiu outro, um cavalo vermelho; e ao que estava sentado nele foi concedido tirar da terra a paz, para que se matassem uns aos outros; e foi-lhe dada uma grande espada. | ” |

### Fome
O Cavaleiro do Cavalo Negro, carrega consigo uma Balança e traz com isso, segundo uns, a justiça (proteção aos justos), segundo outros (a maioria dos estudiosos) o colapso econômico e a fome, pois a balança seria símbolo dos alimentos racionados e dos preços exorbitantes.
| “ | E eu vi, e eis um cavalo preto; e o que estava sentado nele tinha uma balança na mão. E eu ouvi uma voz como que no meio das quatro criaturas viventes dizer: "Um litro de trigo por um denário, e três litros de cevada por um denário; e não faças dano ao azeite de oliveira e ao vinho. | ” |

A fim de comparação, é válido destacar que o denário era uma pequena moeda de prata que era a de maior circulação no Império Romano. É geralmente aceito que no fim da República Romana e no início do Principado, o denário correspondia ao salário diário de um trabalhador. Com um denário era possível comprar em torno de 8 quilos de pão.

### Morte
O Cavaleiro do Cavalo Baio (amarelo-esverdeado: a cor do cadáver que se decompõe), traz consigo a morte, a privação do plano terrestre, sendo ele o último cavaleiro.
A tradição popular perpetuou a ideia de que este último animal seria uma égua esquálida e não um cavalo. A citação do Inferno que a acompanha é, tradicionalmente, representada pelo Leviatã a engolir as vítimas, destinadas à morte eterna.
| “ | Então ouvi a quarta Criatura:"Venha" e apareceu um cavalo baio, o nome do cavaleiro era Morte e o Inferno o seguia de perto. | ” |

## Os cavaleiros e suas cavalgaduras
Os cavaleiros e seus cavalos, tal qual são descritos na Bíblia:
| Cor do Cavalo | Simbolismo da cor                                   | Cavaleiro                                               | Poder                                             | Simbolismo do Cavaleiro                       | Descrição original grega                                                               |
| ------------- | --------------------------------------------------- | ------------------------------------------------------- | ------------------------------------------------- | --------------------------------------------- | -------------------------------------------------------------------------------------- |
| Branco/cinza  | Falsa inocência/ paz disfarçada.[carece de fontes?] | Tem um arco (ou um arco-íris), uma coroa e uma máscara. | Conquistar.                                       | Anticristo, o falso Cristo, a falsa religião. | ίππος λευκός (híppos leukós), o Cavalo Branco                                          |
| Vermelho      | O sangue derramado no campo de batalha.             | Porta uma espada.                                       | Traz a guerra.                                    | Guerra, destruição                            | ίππος πυρρός (híppos pyrrós), o flamejante Cavalo vermelho                             |
| Preto         | Escuridão, planícies desertas                       | Porta uma balança                                       | Escassez de alimentos                             | Penúria, fome, trocas injustas                | ίππος μέλας (híppos mélas), o Cavalo Negro                                             |
| Amarelo       | A cor do cadáver que se decompõe                    | Porta um tridente, um alfanje ou uma gadanha            | Destruir pela guerra, pela fome, pela peste, etc. | Morte, doenças                                | ίππος χλωρός, θάνατος (híppos khlōrós, thánatos), o Cavalo verde pálido, chamado Peste |

NB: Mesmo que, muitas vezes, o cavaleiro branco seja interpretado como o Anticristo, o livro do Apocalipse não o nomeia como tal.

## Algumas interpretações
Sendo um livro profético, o Apocalipse usa de linguagem simbólica para representar diferentes fatos. Tal fato não é diferente com relação aos quatro cavaleiros. Tal linguagem simbólica permite grande número de interpretações , por diferentes pessoas e diferentes correntes cristãs. Como principais interpretações podem ser consideradas as seguintes, por serem as que tem maior quantidade de adeptos:
- Visão temporal: Os quatro cavaleiros representariam eventos da época em que a "profecia" teria sido escrita. O primeiro cavaleiro representaria a esperança de derrota dos romanos (e consequentemente o término da perseguição aos cristãos) por povos vindos do oriente, provavelmente os alanos, que eram famosos arqueiros (notar a descrição de Apocalipse 6:2, que diz "cavaleiro com um arco"). Os demais cavaleiros indicariam a queda dos romanos. (esta interpretação é a que tem menos adeptos religiosos, porém a mais aceita nos meios céticos).
- Visão futurista: A mais comum entre os cristãos protestantes. Os quatro cavaleiros representariam os quatro primeiros eventos do "fim do mundo". O primeiro seria um grande líder que conquistaria grande poder e autoridade (motivo pelo qual muitos o identificam como o AntiCristo), o segundo significaria uma "guerra mundial" entre o homem representado pelo primeiro cavaleiro e aqueles que não aceitariam a sua dominação, o terceiro seria a "fome" ou racionamento de alimentos, causada por estes se tornarem raros com a guerra, e o quarto seria uma grande crise de mortalidade, como uma consequência dos cavaleiros anteriores.
- Visão interpretativa: Os quatro cavaleiros representariam os períodos históricos da igreja cristã. Onde o primeiro cavaleiro seria o "cristianismo original", que "conquistaria" grande número de seguidores, após isto, os muitos seguidores de Cristo se separariam e começariam a brigar ("guerrear") pelo direito de interpretar os ensinos e as crenças cristãs (muitos consideram como o período dos primeiros Concílios), o terceiro cavaleiro representaria a "fome pela Palavra de Deus" (ver Amós 8. 11), ocasionada pelos muitos líderes que ocultariam tal ensino (muitos considerando este período como a época da Idade Média) e o último cavaleiro seria a "morte espiritual", causada pela propagação de falsas doutrinas e religiões que substituiriam o verdadeiro cristianismo (muitos considerando que tal período se iniciaria com a Reforma protestante e seguiria até o "fim dos tempos"), o que levariam as pessoas diretamente para o "inferno" (notar a descrição deste cavaleiro de Apocalipse 6:8 que diz: "e o inferno o seguia").[8]